# Copaxa rufinans
Copaxa rufinans är en fjärilsart som beskrevs av William Schaus 1906. Copaxa rufinans ingår i släktet Copaxa och familjen påfågelsspinnare. Inga underarter finns listade i Catalogue of Life.